# Ban Chấp hành Trung ương Hội Liên hiệp Phụ nữ Việt Nam
Ban Chấp hành Trung ương Hội Liên hiệp Phụ nữ Việt Nam còn được gọi Trung ương Hội Liên hiệp Phụ nữ Việt Nam là cơ quan lãnh đạo giữa 2 kỳ Đại hội Đại biểu Phụ nữ toàn quốc. Ban Chấp hành Trung ương Hội do Đại hội Đại biểu Phụ nữ toàn quốc bầu ra với nhiệm kỳ 5 năm.
Đứng đầu Ban Chấp hành Trung ương Hội là Chủ tịch Trung ương Hội thường là Ủy viên Trung ương Đảng, là chức vụ được giới thiệu vào vị trí lãnh đạo các cơ quan thuộc Đảng, Nhà nước, Quốc hội sau này.
Ban Chấp hành Trung ương Hội hiện tại là khóa XIII có nhiệm kỳ từ 2022-2027, có 163 ủy viên trung ương, do Đại hội Đại biểu Phụ nữ toàn quốc bầu là 155 ủy viên.

## Chức năng và nhiệm vu
Trung ương Hội là cơ quan trung ương Đoàn thể chính trị - xã hội, hoạt động theo quy chế cơ quan hành chính Nhà nước, lãnh đạo phong trào công tác phụ nữ cả nước và công tác Hội. Chịu sự quản lý của Ban Tổ chức Trung ương về biên chế, tiền lương và nhân sự cấp cao.
Trung ương Hội làm việc theo nguyên tắc tập trung dân chủ, tập thể lãnh đạo cá nhân, phụ trách.
Trung ương Hội có nhiệm vụ sau:
- Tổ chức thực hiện Nghị quyết Đại hội đại biểu phụ nữ toàn quốc, Điều lệ Hội, Nghị quyết Ban Chấp hành Trung ương. Đánh giá, tổng kết, xây dựng phương hướng, kế hoạch công tác Hội và phong trào phụ nữ Việt Nam.
- Đại diện tham gia xây dựng, phản biện xã hội và giám sát việc thực hiện luật pháp, chính sách về bình đẳng giới, bảo vệ quyền, lợi ích hợp pháp, chính đáng của phụ nữ. Tham mưu, đề xuất với Đảng, Nhà nước về công tác phụ nữ nhằm tạo điều kiện để phụ nữ thực hiện bình đẳng và phát triển.
- Đại diện cho Hội liên hiệp phụ nữ và các tầng lớp phụ nữ Việt Nam trong hệ thống chính trị và các tổ chức trong nước, quốc tế.
- Bầu Đoàn Chủ tịch, Chủ tịch và các Phó Chủ tịch Hội.
- Xem xét bầu bổ sung Ủy viên Trung ương Hội.
- Thảo luận và bỏ phiếu miễn nhiệm Ủy viên Trung ương Hội.
- Triệu tập Đại hội Đại biểu Phụ nữ toàn quốc, quyết định số lượng đại biểu. Dự thảo nhân Trung ương Hội khóa kế.

## Chế độ họp
Trung ương Hội làm việc theo kỳ họp, thường được tổ chức mỗi năm một lần, khi cần có thể họp bất thường do Đoàn Chủ tịch triệu tập.
Kỳ họp Trung ương Hội được gọi là Hội nghị Ban Chấp hành Trung ương Hội.
Hội nghị có giá trị khi đủ 2/3 số Ủy viên tham dự. Quyết định Hội nghị phải được đa số các Ủy viên tham dụ tán thành. 

## Các cơ quan Trung ương
Cơ quan Trung ương Hội là bộ máy tham mưu giúp việc cho Ban Chấp hành, Đảng Đoàn và Đoàn Chủ tịch Trung ương Hội trong việc nghiên cứu, vận dụng chủ trương của Đảng, chính sách, pháp luật của Nhà nước để tổ chức thực hiện công tác phụ nữ.
- Văn phòng TW Hội
- Ban Kế hoạch - Tài chính
- Ban Gia đình - Xã hội
- Ban Hỗ trợ Phụ nữ Phát triển Kinh tế
- Ban Quốc tế
- Ban Tổ chức
- Ban Tuyên giáo
- Ban Chính sách - Luật pháp
- Ban Dân tộc - Tôn giáo
- Ban Công tác phía Nam
- Bảo tàng Phụ nữ Việt Nam
- Báo Phụ nữ Việt Nam
- Trung tâm Phụ nữ và Phát triển
- Trường Trung cấp Lê Thị Riêng
- Học viện Phụ nữ Việt Nam
- Nhà xuất bản Phụ nữ Việt Nam
- Tổ chức tài chính vi mô TNHH một thành viên Tình thương (TYM)

## Đoàn Chủ tịch Trung ương Hội Liên hiệp Phụ nữ Việt Nam
Đoàn Chủ tịch Trung ương Hội thay mặt Ban Chấp hành lãnh đạo, kiểm tra việc thực hiện Nghị quyết Đại hội đại biểu phụ nữ toàn quốc, Điều lệ Hội, Nghị quyết Ban Chấp hành Trung ương Hội giữa hai kỳ hội nghị Ban Chấp hành và chuẩn bị nội dung các kỳ họp Ban Chấp hành. Quyết định các vấn đề về công tác tổ chức, cán bộ theo thẩm quyền. Thành lập các ban chuyên môn của cơ quan Trung ương Hội.

### Thường trực Đoàn Chủ tịch
Thường trực Đoàn Chủ tịch Trung ương gồm Chủ tịch và các Phó Chủ tịch Hội.
Thường trực Đoàn Chủ tịch Trung ương thay mặt Đoàn Chủ tịch điều hành công việc giữa 2 kỳ họp Đoàn Chủ tịch và xử lý công việc hàng ngày. Chuẩn bị các vấn đề trình Đoàn Chủ tịch xem xét quyết định. Quản lý cơ quan Trung ương Hội liên hiệp phụ nữ Việt Nam.
Thường trực Đoàn Chủ tịch hiện nay gồm:
- Chủ tịch: Hà Thị Nga, Ủy viên Trung ương Đảng, Bí thư Đảng đoàn [3]
- Phó Chủ tịch:
  - Đỗ Thị Thu Thảo, Phó Chủ tịch Thường trực
  - Tôn Ngọc Hạnh, Ủy viên dự khuyết Trung ương Đảng
  - Nguyễn Thị Minh Hương [4]
  - Trần Lan Phương
  - Nguyễn Thị Thu Hiền [5]

### Chế độ họp
Hội nghị thường kỳ của Đoàn Chủ tịch tổ chức 3 tháng một lần, khi cần có thể họp bất thường.
Quyết định trong Hội nghị cần được đa số Ủy viên tham dự chấp thuận. Báo cáo Trung ương Hội công tác hoạt động giữa 2 kỳ họp Hội nghị Trung ương Hội.

### Ủy viên Đoàn Chủ tịch
Số lượng Ủy viên Đoàn Chủ tịch Trung ương không quá 20% tổng số ủy viên Trung ương Hội
Các Ủy viên Đoàn Chủ tịch Trung ương Hội được phân thành 3 khối:
1. Khối cơ quan chuyên trách Trung ương Hội
2. Khối tỉnh/thành
3. Khối bộ/ngành

| Ủy viên Trung ương Đảng Ủy viên Trung ương Hội | Ủy viên Đoàn Chủ tịch Trung ương Hội Ủy viên Thường trực Đoàn Chủ tịch Trung ương Hội |

### Khóa XIII
| STT | Họ và Tên             | Chức vụ | Chức vụ                                                                               | Ghi chú |
| STT | Họ và Tên             | XIII    | Chức vụ đảm nhiệm                                                                     | Ghi chú |
| --- | --------------------- | ------- | ------------------------------------------------------------------------------------- | ------- |
| 1   | Nguyễn Thị Tuyến      |         | Chủ tịch Hội Liên hiệp Phụ nữ Việt Nam                                                | [ 6 ]   |
| 2   | Đỗ Thị Thu Thảo       |         | Phó Chủ tịch thường trực Hội Liên hiệp Phụ nữ Việt Nam                                |         |
| 3   | Nguyễn Thị Minh Hương |         | Phó Chủ tịch Hội Liên hiệp Phụ nữ Việt Nam                                            | [ 7 ]   |
| 4   | Trần Lan Phương       |         | Phó Chủ tịch Hội Liên hiệp Phụ nữ Việt Nam                                            |         |
| 5   | Nguyễn Thị Thu Hiền   |         | Phó Chủ tịch Hội Liên hiệp Phụ nữ Việt Nam                                            | [ 8 ]   |
| 7   | Nguyễn Thị Kim Dung   |         | Trưởng ban Tuyên giáo, Trung ương Hội Liên hiệp Phụ nữ Việt Nam                       |         |
| 8   | Phạm Thị Hương Giang  |         | Chánh Văn phòng Trung ương Hội Liên hiệp Phụ nữ Việt Nam                              |         |
| 9   | Nguyễn Thị Thục Hạnh  |         | Trưởng ban Hỗ trợ phụ nữ phát triển kinh tế, Trung ương Hội Liên hiệp Phụ nữ Việt Nam |         |
| 10  | Bùi Thị Hồng          |         | Trưởng ban Tổ chức - Kiểm tra, Trung ương Hội LHPN Việt Nam                           |         |
| 11  | Nguyễn Thị Hoa Lệ     |         | Chủ tịch Hội đồng Quản trị, Tổng Giám đốc Công ty cổ phần Du lịch Hòa Bình            |         |
| 12  | Dương Thị Ngọc Linh   |         | Giám đốc Trung tâm Hỗ trợ Phụ nữ phát triển                                           |         |
| 13  | Nguyễn Thị Hoài Linh  |         | Trưởng ban Quốc tế, Trung ương Hội Liên hiệp Phụ nữ Việt Nam                          |         |
| 14  | Trần Thị Huyền Thanh  |         | Trưởng Ban Công tác phía Nam, Trung ương Hội Liên hiệp Phụ nữ Việt Nam                |         |
| 15  | Khúc Thị Hoa Phượng   |         | Giám đốc Nhà xuất bản Phụ nữ, Trung ương Hội Liên hiệp Phụ nữ Việt Nam                |         |
| 16  | Đàm Thị Vân Thoa      |         | Trưởng ban Chính sách - Luật pháp, Trung ương Hội Liên hiệp Phụ nữ Việt Nam           |         |
| 17  | Trương Thị Thu Thủy   |         | Trưởng ban Kinh tế - Xã hội, Trung ương Hội Liên hiệp Phụ nữ Việt Nam                 |         |
| 18  | Lò Thị Thu Thủy       |         | Trưởng ban Dân tộc - Tôn giáo, Trung ương Hội Liên hiệp Phụ nữ Việt Nam               |         |
| 19  | Nguyễn Thị Tuyết      |         | Giám đốc Bảo tàng Phụ nữ Việt Nam                                                     |         |
| 20  | Lê Kim Anh            |         | Chủ tịch Hội Liên hiệp Phụ nữ thành phố Hà Nội                                        |         |
| 21  | Võ Kim Thoa           |         | Chủ tịch Hội Liên hiệp Phụ nữ thành phố Cần Thơ                                       |         |
| 22  | Hoàng Thị Thu Hương   |         | Chủ tịch Hội Liên hiệp Phụ nữ thành phố Đà Nẵng                                       |         |
| 23  | Bùi Thanh Thủy        |         | Chủ tịch Hội Liên hiệp Phụ nữ tỉnh Sơn La                                             |         |
| 24  | Phạm Thị Thanh Hiền   |         | Chủ tịch Hội Liên hiệp Phụ nữ thành phố Hồ Chí Minh                                   |         |
| 25  | Nguyễn Thị Bích Ngọc  |         | Thứ trưởng Bộ Tài chính                                                               |         |
| 26  | Nguyễn Thị Kim Thúy   |         | Phó Chủ nhiệm Ủy ban Văn hóa và Xã hội của Quốc hội                                   |         |
| 27  | Lương Ngọc Trâm       |         | Thẩm phán Tòa án Nhân dân Tối cao                                                     |         |
| 28  | Trịnh Thị Thủy        |         | Thứ trưởng Bộ Văn hóa, Thể thao và Du lịch                                            |         |
| 29  | Nguyễn Thị Hoàng Vân  |         | Phó Bí thư Đảng ủy các cơ quan Đảng Trung ương                                        |         |
| 30  | Thái Thu Xương        |         | Phó Chủ tịch thường trực Tổng Liên đoàn Lao động Việt Nam                             |         |